# Bob Kenney
Robert Earl Kenney, detto Bob (Douglass, 23 giugno 1931 – Scottsdale, 27 ottobre 2014), è stato un cestista statunitense, attivo a livello NCAA e AAU e campione olimpico nel 1952.

## Palmarès
- Campione NCAA (1952)